# Henri-Louis Bouquet
Henri-Louis-Alfred Bouquet, né le 31 décembre 1839 à Montrouge et mort le 13 mars 1926 à Chartres, est un ecclésiastique français, évêque de Mende de 1901 à 1906, puis évêque de Chartres de 1906 à sa mort en 1926.

## Biographie
Né à Paris en 1839, Henri Louis Bouquet est ordonné prêtre en 1864 puis nommé évêque en 1901. Il obtient ainsi l'épiscopat de Mende. Il offre alors à la cathédrale Notre-Dame-et-Saint-Privat la restauration des orgues et la réalisation d'une nouvelle chaire en noyer en place de celle en pierre. Ces deux pièces mobilières portent d'ailleurs les armes de l'évêque Bouquet.
En 1906, il est nommé à la tête du diocèse de Chartres. Son épiscopat dure vingt ans, jusqu'à sa mort en 1926.

## Publications
Il publie en 1891 « L’ancien collège d'Harcourt et le lycée Saint-Louis », œuvre récompensée en 1892 par le prix Montyon de l'Académie française.